# Ooencyrtus philopapilionis
Ooencyrtus philopapilionis är en stekelart som beskrevs av Yin-Xia Liao 1987. Ooencyrtus philopapilionis ingår i släktet Ooencyrtus och familjen sköldlussteklar. Inga underarter finns listade i Catalogue of Life.